# 香港殯儀
香港殯儀的習俗與宗教儀式種類繁多，這是出於來自不同地方的宗族習慣、地區文化和宗教信仰。但隨著時代發展，香港的殯儀服務選擇卻逐漸減少。香港殯儀歷史大致分成兩個時期：二戰前及二戰後。

## 二戰前

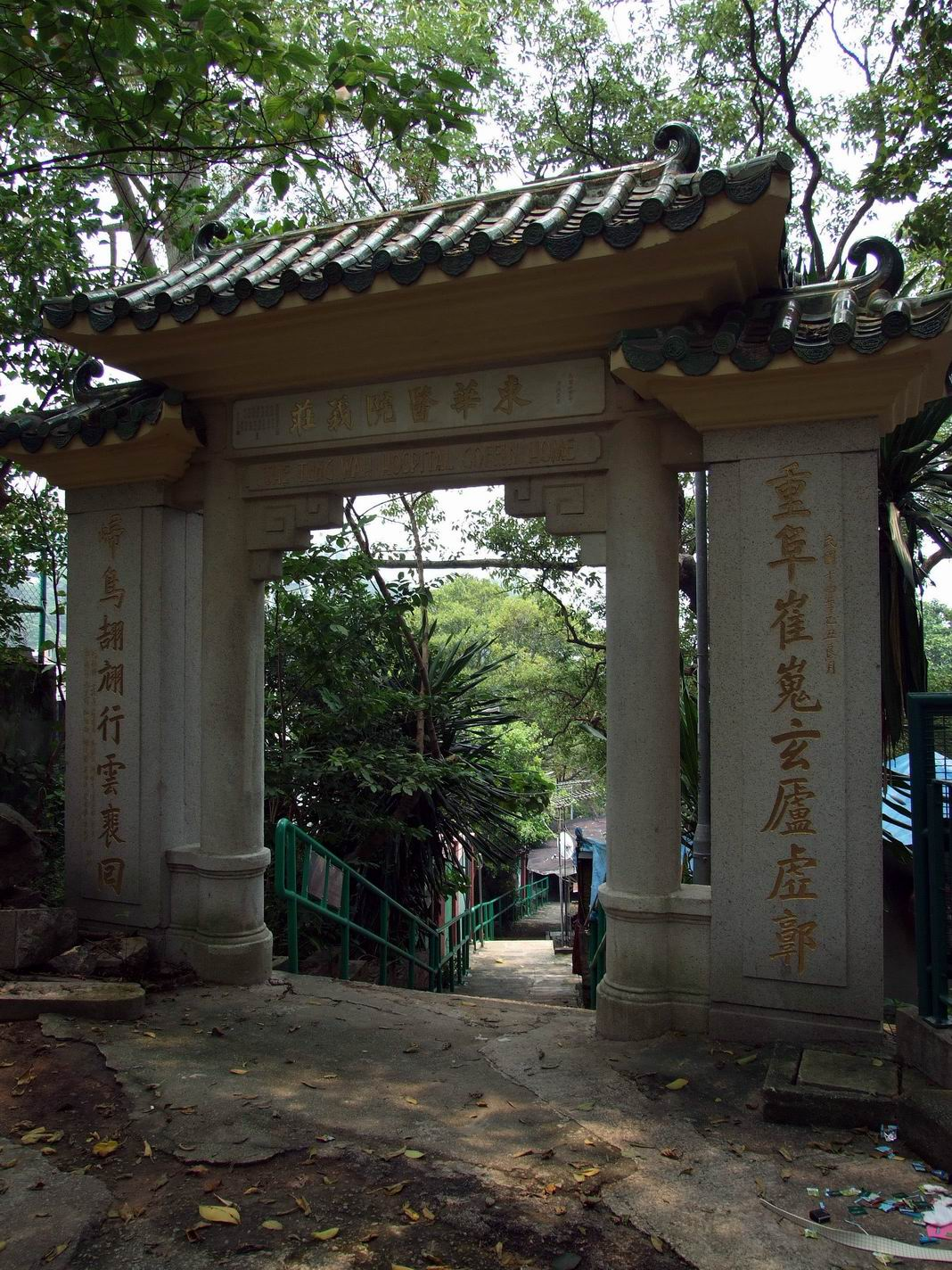
在1930年代前香港的早期殯儀服務多為義莊來包辦，圖為東華義莊

香港早年的殯儀服務主要由義莊包辦，但由於使用者的家境普通，所以義莊提供的殯儀服務通常只為靈柩暫存、大殮、出殯及下葬。而家境較富裕的，通常會光顧長生店的上門式殯儀服務，於家中發喪。在殯儀館普及之前，各家各户都是把去世的先人遺體，放在大廳中供人瞻仰，直至入棺送到墳地埋葬為止。初時的屋是單層的，棺木可輕易從大門出入，後來的屋演變為多層住宅，但由於當時唐樓樓梯狹窄，沒有足夠位置讓靈柩通行，同時亦要避免滋擾鄰居，因此會從地面搭建棚架，直達先人家中的窗邊或陽台，喪家需要先將鋼窗拆下，把棺木運入。於出殯時再經由棚架移靈至街上，其家人亦需經棚架出入，並於前往下葬沿途繼續進行儀式。
香港首間殯儀館香港殯儀館於1930年代初啟用，館方並著力推廣新式殯儀館發喪服務，但當時普羅大眾仍未能夠接受。

## 二戰後

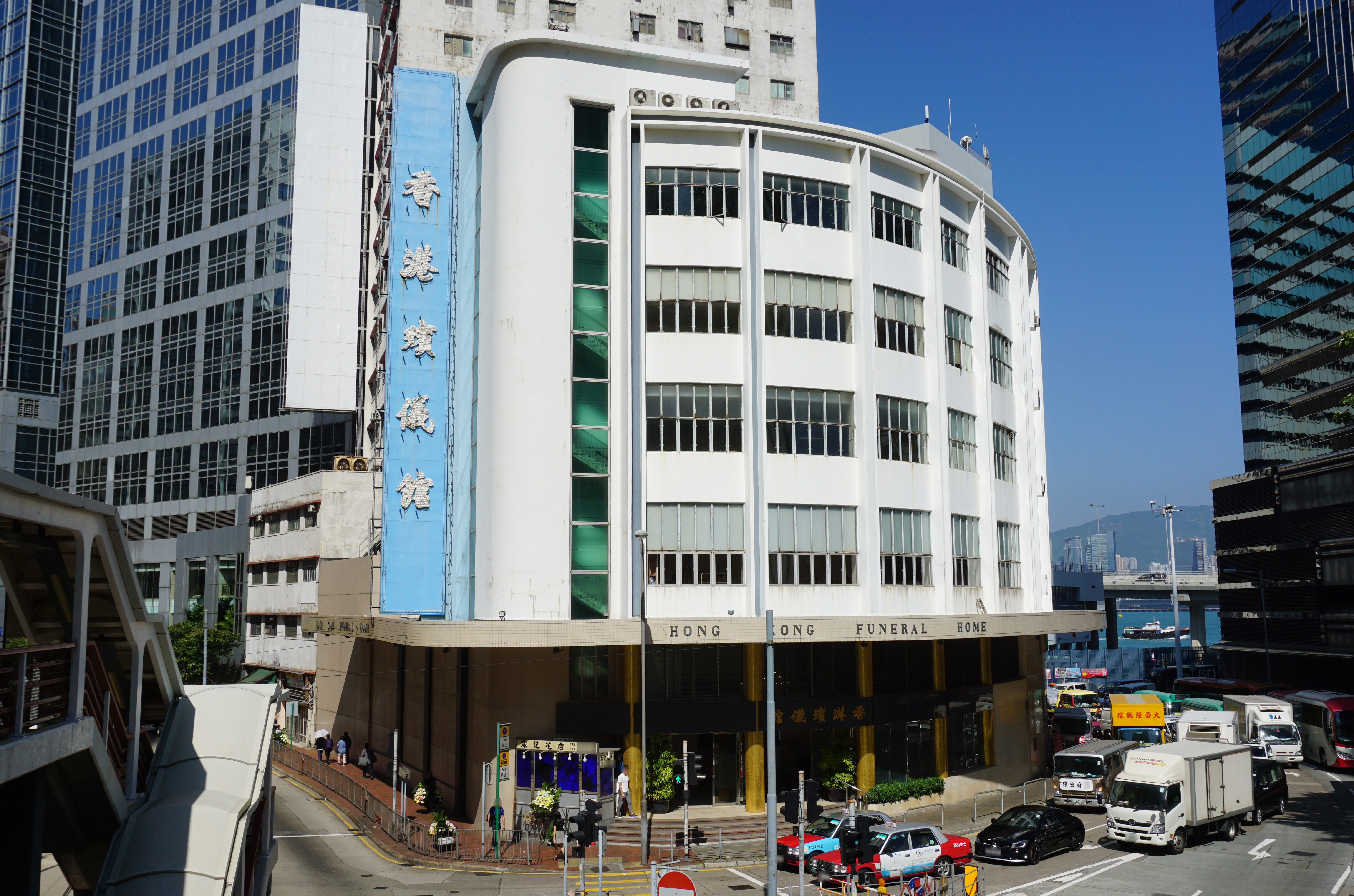
香港首間殯儀館：香港殯儀館現貌

二戰後的1940年代中後期，因香港人口急劇增加，居住環境及街道越來越擠迫，不能再容許於家中及前往墳場的街道上進行這些繁複的儀式，灣仔近跑馬地墳場一帶遂逐漸開設多間殯儀館。1950年代中期殯儀館發喪才普及化，於義莊或家中發喪的習俗亦逐漸式微，導致大量長生店亦相繼結束。及至1959年增設九龍殯儀館，於殯儀館發喪已經成為香港的殯儀服務主流。
1947年，香港共有6間殯儀館，主要集中在灣仔區，分別為灣仔道216號香港殯儀館、摩利臣山道4至8號摩禮信殯儀館（另設九龍首間殯儀館——彌敦道559至561號的油麻地摩禮信殯儀館）、摩利臣山道10號李璇殯儀館及皇后大道東189號福壽殯儀館，晏達臣殯儀館則位於銅鑼灣加路連山道2號。
1950年福壽成為香港首間結業的殯儀館，原址現為合和中心及胡忠大廈之間的空地及車路。1951年，萬國殯儀館於灣仔洛克道41至51號開業。1952年李璇殯儀館結業，原址其後重建為永寧街休憩處。1954年晏達臣殯儀館遷往同區禮頓道2號，原址其後重建為禮信大廈。1957年晏達臣殯儀館及油麻地摩禮信殯儀館結業，禮頓道晏達臣館址其後重建為唐樓，而油麻地摩禮信館址則其後重建為唐樓及永旺行。1958年灣仔摩禮信殯儀館遷往西營盤薄扶林道51H號，灣仔舊址首先重建為唐樓，其後再重建為經信商業大廈。1959年，九龍第二間殯儀館——九龍殯儀館於大角咀楓樹街1A號落成啟用。
1962年萬國殯儀館遷往鰂魚涌海堤街16號，原址於兩年後改建為東城戲院，由於鬧鬼導致長期生意欠佳，1974年結業拆卸，並於兩年後重建為寫字樓東城大廈。1966年香港殯儀館遷往鰂魚涌英皇道679號，灣仔原址仍經營多一年至1967年才拆卸，其後改建為籃球場及休憩處。1968年，九龍第三間殯儀館——萬福中西殯儀館於旺角通菜街1C號投入服務。
1971年6月，東華三院租用萬國殯儀館5樓，創辦香港首間非牟利殯儀館，租期兩年，名為東華三院殯儀館，同年11月將油麻地登打士街廣華醫院殯儀廳擴建為另一間不牟利的油麻地殯儀館，為九龍第四間殯儀館。1973年6月萬國殯儀館不續租予東華三院，更於同年拆卸，其後於1977年重建為龍景大廈。1974年，東華三院將服務遷往上環東華醫院殮房擴建而成的上環臨時殯儀館。1975年，由殯儀大王蕭明的助手另起爐灶開辦的紅磡世界殯儀館啟用，香港的殯儀行業演變成三個派別的競爭。1977年，東華三院增設鑽石山殯儀館。1978年香港政府開辦的紅磡市立殯儀館啟用，同年因環境設施欠佳及使用量低，東華三院董事局將油麻地殯儀館結束。
1980年，東華三院於紅磡的永久新館建成，並恢復「萬國殯儀館」名稱，上環臨時館則繼續經營。1981年萬福及摩禮信殯儀館停辦，萬福原址重建為威達商業大廈。1983年，東華三院將上環臨時殯儀館結束。
1996年，新界首間殯儀館寶福紀念館於大圍開幕，該館仿照內地式現代化建築設計，減低一般殯儀館予人深沉的感覺。
2002年，由於紅磡市立殯儀館使用率偏低，香港政府將服務外判予永恆殯儀有限公司，更名為「永恆殯儀館」。2006年12月11日，永恆殯儀館被鄰近的世界殯儀館奪得由2007年起的5年經營權，及於3月21日易名為「世盛殯儀館」，但是當時世界殯儀館已經佔有香港殯儀業大量的生意額，故此香港殯儀業界擔心出現壟斷市場的情況。2012年再易名為「福澤殯儀館」，2019年再易名為「寰宇殯儀館」。
2012年，為滿足本港日益增長的喪葬需求，港府建議於文錦渡沙嶺興建一個超級殯葬城，將提供一條龍式集殯儀館、火葬場及骨灰龕場於一身的殯葬服務。2013年2月，有關計劃獲香港立法會財委會通過撥款6,640萬港元，進行設計及工地勘測，政府計劃2016年完結前向立法會財委會申請撥款，若獲通過工程會隨即展開，火葬場和新界第二所殯儀館可於2020年落成，骨灰龕位最早可於2021年起推出。

## 一般程序
香港人一般選擇於殯儀館舉行喪禮，但亦有部份人士選擇於教堂舉行喪禮，或從醫院殮房或公眾殮房直接出殯（俗稱「院出」），又或於所屬鄉村附近的空地臨時建棚舉行喪禮。由於香港人日常生活繁忙，故香港的殯儀程序一般較其他地區為簡，通常亦會把殯儀籌備工作交由殯儀業人士處理。
而香港的殯儀程序一般包括：
1. 設靈（於先人出殯前一晚進行，同時進行宗教儀式，傳統上親人會在當晚於靈堂過夜，稱為守夜）
2. 入殮（把先人遺體安放入棺木）
3. 大殮（包括瞻仰遺容、封棺、辭靈等，同時進行宗教儀式）
4. 出殯（靈柩前往下葬）
5. 下葬（通常為土葬或火葬，同時進行宗教儀式）

從殮房直接出殯則不會設靈。

## 宗教儀式
香港殯儀的宗教儀式一般以下列為主：

### 道教、佛教
道教、香花僧混合的儀式，俗稱喃嘸或拜神，是香港最普遍的喪禮儀式，較為人熟悉的儀式有破地獄、擔幡買水等，亦會燒一些冥紙與紙紮，以求先人的「冥福」，離苦得樂。
純佛教儀式在香港亦普遍，較為人熟悉的儀式有禮佛、拜懺等，目的為超渡先人，往生西方淨土，生病的人亦不宜出席。此外，佛教派別中亦有人選擇採用創價儀式舉行喪禮。

### 基督宗教
天主教是香港普遍的殯儀宗教儀式，會講道，奉香，唱詩歌，祈禱等，目的是為了紀念先人，祝福先人蒙主寵召，享有永生。
基督新教儀式會唱詩歌、祈禱、講道等，不會奉香，目的是讓參與者回顧及緬懷安息者的一生。值得留意的是，新教基督徒通常在先人靈堂前並不會「三鞠躬」，而以默禱取代。基督教亦會設有追思會模式，作為對先人的懷念。

### 其他教派
猶太教、伊斯蘭教及印度教是香港較少用的喪禮儀式。

### 無宗教
屬於維新教，純粹紀念先人，沒有特別宗教儀式或限制。

## 殯葬課程
針對香港人口老化情況增加，每年有4萬人去世，對殯殮行業人員的需求增加。2000年代，香港殯葬行業青黃不接，行業人士於2011年籌備舉辦首屆文憑課程，以專業形象吸引年青人入行，首屆有71名學員畢業，當中包括社會工作者、護士及物業管理等專業人士，其中18名畢業生已經投身殯葬行業，主要從事中介人等銷售人員。首屆殯葬專業證書課程教授內容包括打齋、化妝等，以課堂理論配合考察，完成專業證書的人士，有機會跟師學習。

## 相關影視作品
- 2024年：香港電影《破·地獄》，以香港殯儀業為題材，透過道教喪禮科儀法事破地獄，探討人與人之間聯繫、生與死議題。[35]

## 相關參見
- 殯儀館
- 長生店

## 外部連結
- 香港法例132AD章：《殯儀館規例》 （页面存档备份，存于）
- 香港綠色殯葬 （页面存档备份，存于）